# Dardano (figlio di Biante)
Dardano è un guerriero dell'Iliade, menzionato nel libro XX.

## Mitologia
Dardano era un giovane troiano, figlio di Biante e fratello di Laogono. Il padre gli aveva dato questo nome in onore dell'omonimo fondatore di Dardania, primo nucleo di quella che sarebbe poi diventata Troia
Scoppiata la guerra di Troia, Dardano partecipò in difesa della città insieme al fratello. I due combattevano su un carro. Caddero entrambi vittime dell'ira di Achille, esplosa dopo che Ettore aveva ucciso il suo compagno d'armi Patroclo. Achille ammazzò dapprima Laogono con una lancia e poi ferì mortalmente Dardano con la spada, lasciandolo agonizzante sul terreno.